# Bumbles' Holiday
Bumbles' Holiday è un cortometraggio muto del 1913 diretto da W.P. Kellino. Il regista, specializzato in comiche, realizzò negli anni dieci una serie di corti che avevano come protagonista il personaggio di Bumbles, interpretato da Phillipi.

## Trama
In vacanza, una famiglia perde non solo il treno, ma anche il bambino e va a finire nel fiume.

## Produzione
Il film fu prodotto dalla EcKo.

## Distribuzione
Distribuito dall'Universal Pictures, il film - un cortometraggio di 184 metri - uscì nelle sale cinematografiche britanniche nel novembre 1913.